# Madani Tall
Pour les articles homonymes, voir Tall.
Madani Amadou Tall est un économiste, banquier d'affaires et une personnalité politique malienne, né à Bamako en 1968.

## Biographie
Madani Amadou Tall est né à Bamako le 23 février 1968. Il est descendant du fondateur de l'empire toucouleur El Hajj Oumar Tall et fils d'un des premiers pilotes africains, Amadou Tall. Il a une licence en sciences politiques et en finance de marché et a un master de la Paul H. Nitze School of Advanced International Studies (SAIS) de l'université Johns Hopkins. Madani Tall est marié et père de trois garçons.

## Parcours professionnel
Économiste de formation et ingénieur financier de métier, Madani Tall a bâti durant les vingt dernières années une expertise, tant pratique que théorique dans l’économie et la finance, l’ingénierie financière et le développement de projets industriels. Il a travaillé pour les autorités gouvernementales de plusieurs pays et pour des institutions comme la Banque mondiale, Fonds monétaire international, la Société Financière Internationale. Avant de rejoindre le cabinet du président de la République du Mali, il a été banquier d’affaires engagé dans la haute finance à la Bourse de New York – NYSE et au NASDAQ et a dirigé plusieurs opérations d'ingénierie financière et d’investissement sur quatre continents avant de devenir consultant pour les institutions. Il a également enseigné la macroéconomie et la théorie monétaire à l’École des études internationales de Johns Hopkins.

### Ancien Conseiller Économique du Président de la République du Mali
Cheville ouvrière des grands travaux du Président Amadou Toumani Touré en charge de l’élaboration et de l’analyse des politiques macroéconomique Madani Tall, a élaboré les alternatives de financement de l'économie et la gouvernance économique et l'architecture économique de 2002 à 2012. Il est spécifiquement intervenu sur les négociations de l’interconnexion SOTELMA-ORANGE, négociations SAUR-EDM SA et renforcement du PPP Etat-IPS, négociation des lignes de crédit Team 9 (200 millions USD), négociation de la ligne de crédit indienne pour l’interconnexion électrique Mali-Côte d’Ivoire (144 millions USD) conception du Compact du Millenium Challenge Account (480 millions USD). Co-Concepteur des Indicateurs et Critères d’évaluation de la gouvernance du Mécanisme Africain d’Evaluation par les Pairs (MAEP) du NEPAD.

### Banquier d'affaires
De 1995 à 1999 il est vice-président du département d'études quantitatives en charge de pourvoir l'analyse technique aux gestionnaires de portefeuilles chez United State Trust Co, qui est le plus vieux fonds de trust des États-Unis. Après avoir été racheté par Chase Manhattan -JP Morgan US-Trust fait maintenant partie du Bank of América.
En 2000, il rejoint le Département des Mines, Service conjoint de la Banque mondiale et de la Société financière internationale. Ses travaux quantitatifs ont porté sur l’établissement de bases de données et l’analyse des industries extractives de 197 pays sur une période de 30 ans.  Cette modélisation demeure la base des séries de publications utilisées par le département des Mines de la Banque mondiale en vue de partager son expérience avec les décideurs politiques, l’industrie minière et les organisations du secteur sur les questions complexes liées aux défis d’un développement durable des industries extractives.

## Carrière politique
Depuis 2009, Madani Amadou Tall est conseiller municipal dans la commune rurale de Doucoumbo dans le  Cercle de Bandiagara.
Pendant 10 ans Madani Tall fait valoir ses idées progressistes, chaque fois que le terrain lui semble propice.
En 2007, celui que l'on juge « trop technocrate » affiche son goût pour la politique. Il crée alors l'association Avenir et Développement du Mali (ADM). En 2009, l'association ADM présente des candidats aux élections communales. Madani Amadou Tall teste sa légitimité en se portant candidat. Il parvient à se faire élire conseiller communal dans une commune du Pays Dogon.
Pour ce premier test, l’association l'emporte avec plus de 100 conseillers. l’ADM comprend aujourd’hui plus de 350 élus municipaux sur toute l’étendue du territoire.

## Études et Publications
- Secrétariat du NEPAD
  - Economic Governance Module for the APRM : Indicateurs et Critères de Gouvernance. de Madani A. Tall et Bernard Konan, 2003.
- Banque Mondiale et SFI
  - Secteur minier et développement durable : Corrélation des ressources naturelles non renouvelables au taux de croissance. Contributions quantitatives au texte de Monika Weber-Fahr, 2002.
  - Treasure or Trouble? Mining in developing countries. Contributions quantitatives au texte de Monika Weber-Fahr, 2002
  - It’s not over when it’s over: Mine closure around the world - Contributions quantitatives au texte Christopher G. Sheldon, John E. Strongman, and Monika Weber-Fahr, 2002.
  - Pratiques et méthodologie des privatisations : Cadre réglementaire et maximisation du partenariat Public-Privé de Madani A. Tall, 2000.
  - Manuel d'évaluation des entreprises et de la gestion de projets : l'étude des variations, la théorie du portefeuille et le modèle CAPM de Madani A. Tall, 1999.
- Milken Institute
  - Démocratisation du Capital : Étude des marchés des capitaux africains et index de l'investissement privé de Juan Montoya, Madani A. Tall, Glenn Yago et Christian Yoka, 1999.
- Forbes Global
  - Index des Marchés des Capitaux de Glenn Yago avec la contribution de Madani A. Tall, 1999.
- Johns Hopkins School of Advanced International Studies
  - Étude stochastique des déterminants de l'investissement privé : Mouvements des capitaux versus taux d'épargne, de Madani A. Tall, 2001.
  - Détermination des taux de change : Étude comparative des systèmes neuronaux, de la Parité des Taux d'intérêt et du modèle monétariste de Madani A. Tall, 2001.
  - La règle de Taylor : Politiques monétaires dans un système non discrétionnaire de Madani A. Tall, 2001.
  - Le bassin du Jourdain : Résolution des conflits par l'optimisation de l'équilibre de Nash de Madani A. Tall, 2000.